# Alec John Such
Alec John Such (ur. 14 listopada 1951 w Perth Amboy, zm. 5 czerwca 2022) – amerykański muzyk rockowy, w latach 1983–1994 był gitarzystą basowym i wokalistą wspomagającym w zespole Bon Jovi.

## Życiorys
Urodził się w Perth Amboy w stanie New Jersey jako syn Helen. Wychowywał się z bratem Kennethem i siostrą Dianne. Uczęszczał do Rahway Junior High School i Perth Amboy High School. Jego ulubionymi zespołami były AC/DC, Judas Priest i Led Zeppelin.
Grał w zespołach: The Cellar Dwellers, Phantom’s Opera (z Tico Torresem) i The Message (z Richiem Samborą).
Opuścił Bon Jovi w listopadzie 1994 roku. Stało się to za sprawą samego zespołu, któremu to przeszkadzały błędy w grze Aleca podczas koncertów. Z Bon Jovi wystąpił podczas koncertu trasy „One Wild Night” w 2001 roku, a także „One Last Wild Night” na Giants Stadium w New Jersey. 14 kwietnia 2018 wystąpił z zespołem podczas gali włączenia do Rock and Roll Hall of Fame.
W zespole zastąpił go Hugh McDonald, który jednakże nie był uważany za „oficjalnego” członka do roku 2016.
Później, po odejściu z Bon Jovi, był menedżerem kilku lokalnych zespołów z New Jersey, posiadał także własny sklep z motocyklami w Nowym Jorku.